# Олга Луковић Пјановић
Олга Луковић Пјановић (Негришори, 7. април 1920 — Београд, 1. април 1998) била је српски лингвиста и историчар.

## Биографија
Завршила је гимназију у Чачку, а затим је била примљена у Дом краљице Марије у Београду.
Током Другог светског рата била је у логору у Немачкој. Након рата је радила као спикер на Радију Загреб. Убрзо је дипломирала на Филолошком факултету Универзитета у Београду на одсеку за класичне језике.
У Паризу је докторирала на Сорбони, 1969. године, дисертацијом Правда код Есхила и Софокла.
Поред матерњег српског језика, познавала је још девет језика: старогрчки, латински, француски, немачки, руски, енглески, пољски, италијански и шпански језик.
Постала је позната након објављивања књиге Срби… Народ најстарији у којој је довела у везу српски са страним и античким језицима. За присталице Српске аутохтонистичке историјске школе ради се о капиталном делу, док га западна историографија потпуно одбацује као ненаучно и псеудоисториографско дело.
Доживела је мождани удар током турнеје по српској дијаспори у САД, након чега се вратила у Париз где је наставила са истраживањима, али није више могла да говори.
Удавала се два пута, за Братољуба Клаића, хрватског лингвисту и члана Хрватског државног уреда за језик за време Другог светског рата и Цветка Пјановића, четничког официра.